# Szafran spiski

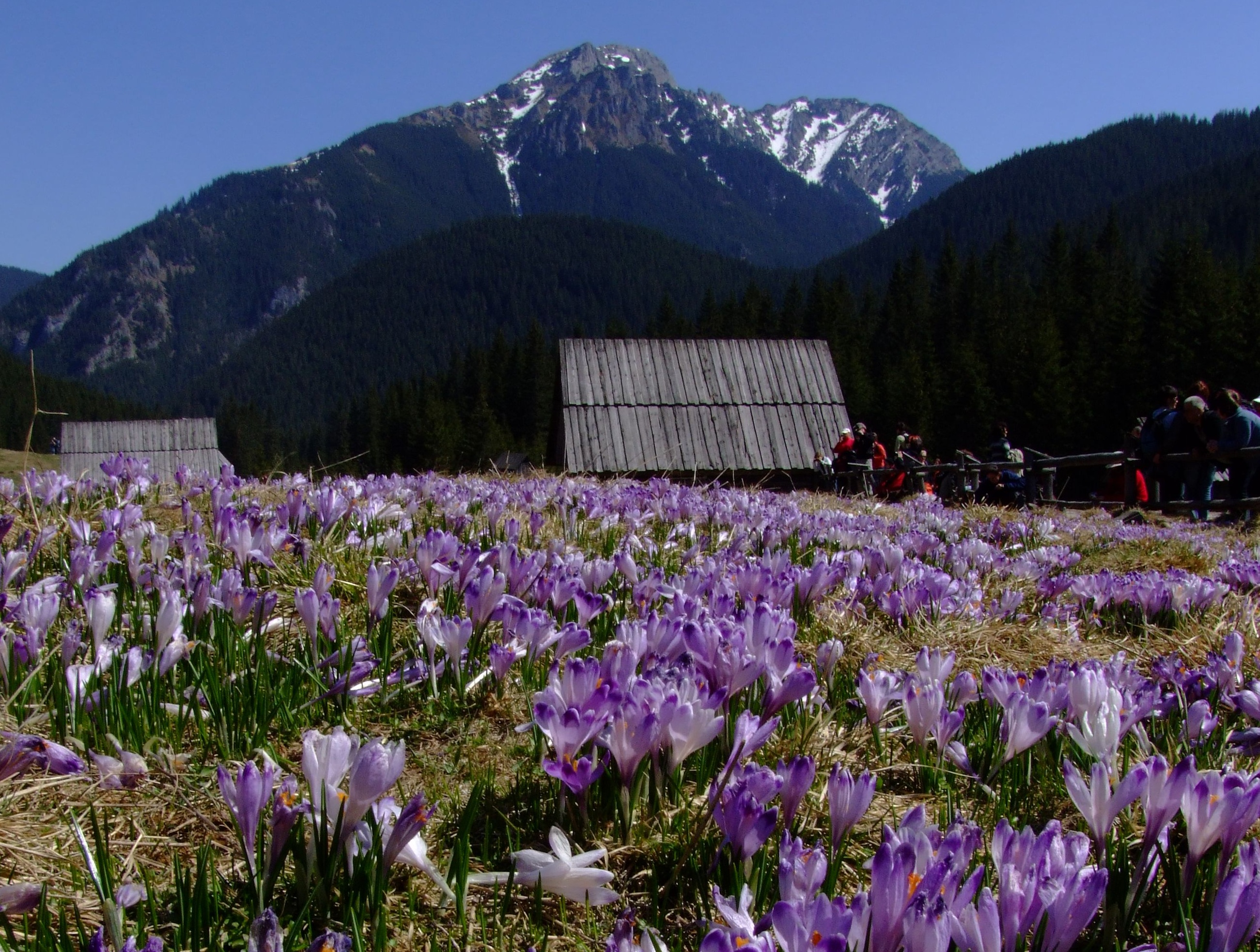
Kwitnące krokusy na Polanie Chochołowskiej

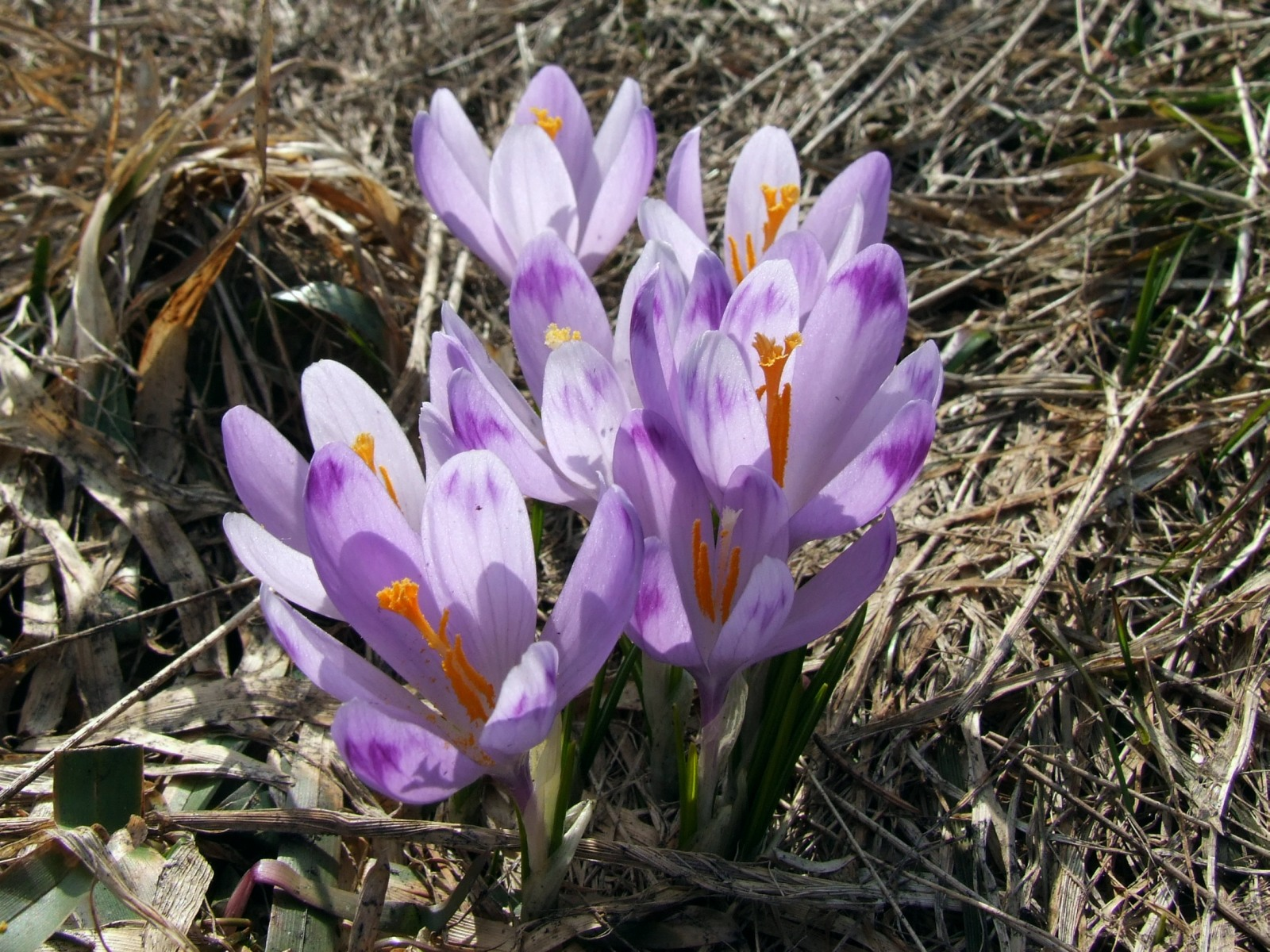
Kwiaty

Szafran spiski, krokus spiski (Crocus scepusiensis (Rehm. et Woł.) Borbás) – gatunek rośliny należący do rodziny kosaćcowatych. 

## Rozmieszczenie geograficzne
Występuje w Karpatach Zachodnich. W Polsce szafran spiski najliczniej występuje w Tatrach i na Wzniesieniu Gubałowskim. Rośnie także na Pilsku, Wielkiej Raczy (Beskid Żywiecki), Gorcach, w Beskidzie Wyspowym i na Leskowcu (Beskid Mały). Poza górami można go spotkać w okolicach Bochni, Brzeska oraz w Kotlinie Sandomierskiej.

## Systematyka
Gatunek o niejasnej przynależności systematycznej. Przez część opracowań ujmowany jako takson w randze gatunku. Często włączany do szafranu wiosennego i wtedy nazwa naukowa Crocus scepusiensis traktowana jest jako synonim Crocus vernus (L.) Hill oraz synonim Crocus neapolitanus (Ker-Gawl.) Hegi., który z kolei bywa traktowany jako odmiana szafranu wiosennego (Crocus vernus var. neapolitanus Ker-Gawl.).

## Morfologia
Liście2–4 odziomkowe, wąskolancetowate, o długości do 20 cm, lśniące i z białym paskiem przez środek liścia.
KwiatyPojedynczy kwiat na szczycie bezlistnego pędu (kwiat pojawia się bowiem przed rozwojem liści). Kwiat duży, fioletowo-liliowy lub rzadziej biały, o 6 płatkach korony. Słupek jaskrawopomarańczowy, z szyjką o 3 znamionach. Gardziel kwiatu owłosiona. Znamię szafranu zawiera pomarańczowy barwnik – jest to glikozyd protokrocyna. 3 duże, żółte pręciki.
Owoce3-komorowa torebka zawierająca żółtawe nasiona.

## Biologia i ekologia
- Bylina, geofit. Kwitnie od marca do kwietnia.
- Bardzo długi kielich kwiatu szafranu spiskiego wyrasta bezpośrednio z ziemi, a zalążnia tkwi w glebie. Podczas dojrzewania nasion szypułka kwiatu rośnie, tak, że nasiona wysuwają się ponad glebę. Przy niekorzystnych warunkach pogodowych kwiaty zamykają się.
- Krokusy kwitną tak wczesną wiosną, że często w czasie ich kwitnienia spada śnieg. Niezapylone kwiaty zwijają się wówczas ciasno w pąki i rozwijają ponownie, gdy stopnieje śnieg. Czasami nawet przebijają śnieg wydzielanym ciepłem i kwitną w śniegu. Zapylone kwiaty po zasypaniu śniegiem marnieją, ale zalążki w zalążni rozwijają się i dojrzewają w nasiona[9].
- Nasiona zawierają elajosom i są rozsiewane przez mrówki (myrmekochoria)[3]
- Siedlisko: łąki, hale, gatunek charakterystyczny dla koszonych lub wypasanych łąk. Często tworzy bardzo liczne zbiorowiska, całe łany (słynie z tego zwłaszcza Polana Chochołowska). W Tatrach sięga do 1600 m n.p.m., głównie jednak rośnie na polanach w reglu dolnym.
- W klasyfikacji zbiorowisk roślinnych gatunek charakterystyczny dla All. Polygono-Trisetion[10].
- Genetyka: Liczba chromosomów 2n= 8-23[11].

## Zagrożenia i ochrona
W Polsce gatunek objęty jest ochroną częściową (od 2014 r.). W latach 1946–2014 znajdował się pod ochroną ścisłą. Zagrożeniem dla gatunku jest zmiana jego naturalnych siedlisk: zaorywanie łąk i pastwisk oraz zaprzestanie koszenia i wypasania łąk. Duża liczba stanowisk jest chroniona w parkach narodowych: Babiogórskim, Gorczańskim i Tatrzańskim. Paradoksalnie jednak objęcie terenów występowania krokusa spiskiego ochroną przyczyniło się do zmniejszania jego populacji. Wskutek zniesienia pasterstwa i koszenia polan zmieniły się niekorzystnie dla krokusa warunki życia: zanikło naturalne, systematyczne nawożenie polan odchodami zwierząt, ponadto krokus jest zagłuszany przez wyższą roślinność trawiastą. Aby temu zapobiec, parki narodowe rozpoczęły systematyczne koszenie niektórych polan, przywrócono też na niektórych wypas kulturowy.